# Inmigración española en México
La inmigración española a México comenzó a principios del siglo XVI y se extiende hasta la actualidad. Hay al menos tres oleadas de inmigración española reconocidas a gran escala al territorio que ahora es México: la primera llegó durante el período colonial, la segunda durante el porfiriato, la tercera después de la guerra civil española, siendo la primera oleada la más importante de todas.
De acuerdo con el censo 2020 del INEGI, hay 20,763 ciudadanos españoles residiendo en México, mientras que el Padrón de españoles residentes en el extranjero realizado por el INE en 2024, contabiliza 189,398 personas con nacionalidad española residiendo en México, la gran mayoría nacidos en México siendo hijos y nietos de españoles. Los españoles están distribuidos en toda la geografía nacional, e inclusive en pequeñas poblaciones rurales; las mayores comunidades se concentran en la Ciudad de México, Puebla, Monterrey, Guadalajara, Tampico, Veracruz, Mérida, Cancún, Querétaro, Guanajuato y San Luis Potosí.
La mayoría de mexicanos tienen ascendencia española (aproximadamente 100 millones, que representa el 85% de los 126 millones de mexicanos). Entre los estados con mayor población española establecida en el país, primer lugar está la Ciudad de México, después el estado de México; le siguen los estados de Jalisco, Querétaro y Puebla; y los estados donde han crecido las comunidades españolas en los últimos años son Nuevo León y Yucatán. Sin duda alguna, la inmigración española ha dejado una fuerte influencia cultural, educativa y artística entre los habitantes locales, a diferencia de otras comunidades de extranjeros que también residen en este país.
Teniendo una gran variedad de apellidos que van desde los vasco-navarros (37%), castellanos (41%), catalán-valencianos (4%), galaico-portugueses (15%), otros (3%, principalmente de origen sefardí y en menor medida de origen guanche).
Además, las diferentes olas de inmigrantes han hecho del país una de las naciones más hispanistas del mundo, contando con el mayor número de hablantes de la lengua española en el planeta.

## Historia

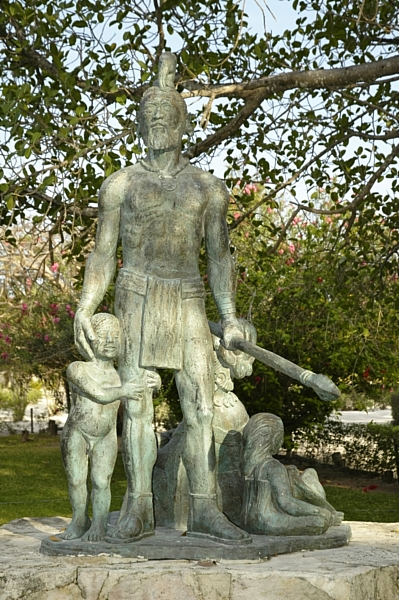
Monumento Gonzalo Guerrero (el conocido «Padre del Mestizaje») en Akumal, Quintana Roo

El primer asentamiento colonial español fue establecido en febrero de 1519 por Hernán Cortés en la Península de Yucatán, acompañado de unos 11 barcos, 500 hombres, 13 caballos y un pequeño número de cañones. En marzo de 1519, Cortés reclamó formalmente la tierra para la corona española y en 1521 había conquistado el Imperio Azteca.
A diferencia de otras conquistas europeas en el mundo, en América los españoles tuvieron un alto número de mezcla con los nativos; Gonzalo Guerrero (el conocido «Padre del Mestizaje») fue el primer español que tuvo hijos con un nativo: su mujer, la princesa maya Zazil Há fue dada como trofeo por su padre, el cacique maya de Kuchkabal, después de haberse ganado la simpatía de este mismo. Con ella procreó tres hijos, los primeros mestizos y a su vez de manera simbólica, los llamados «primeros mexicanos».

### SigloXX

Los niños de Morelia, hijos del exilio español, recibidos por el expresidente mexicano Lázaro Cárdenas.

Los inmigrantes que llegaron durante la guerra civil española fueron una de las mayores olas migratorias que recibió el país.

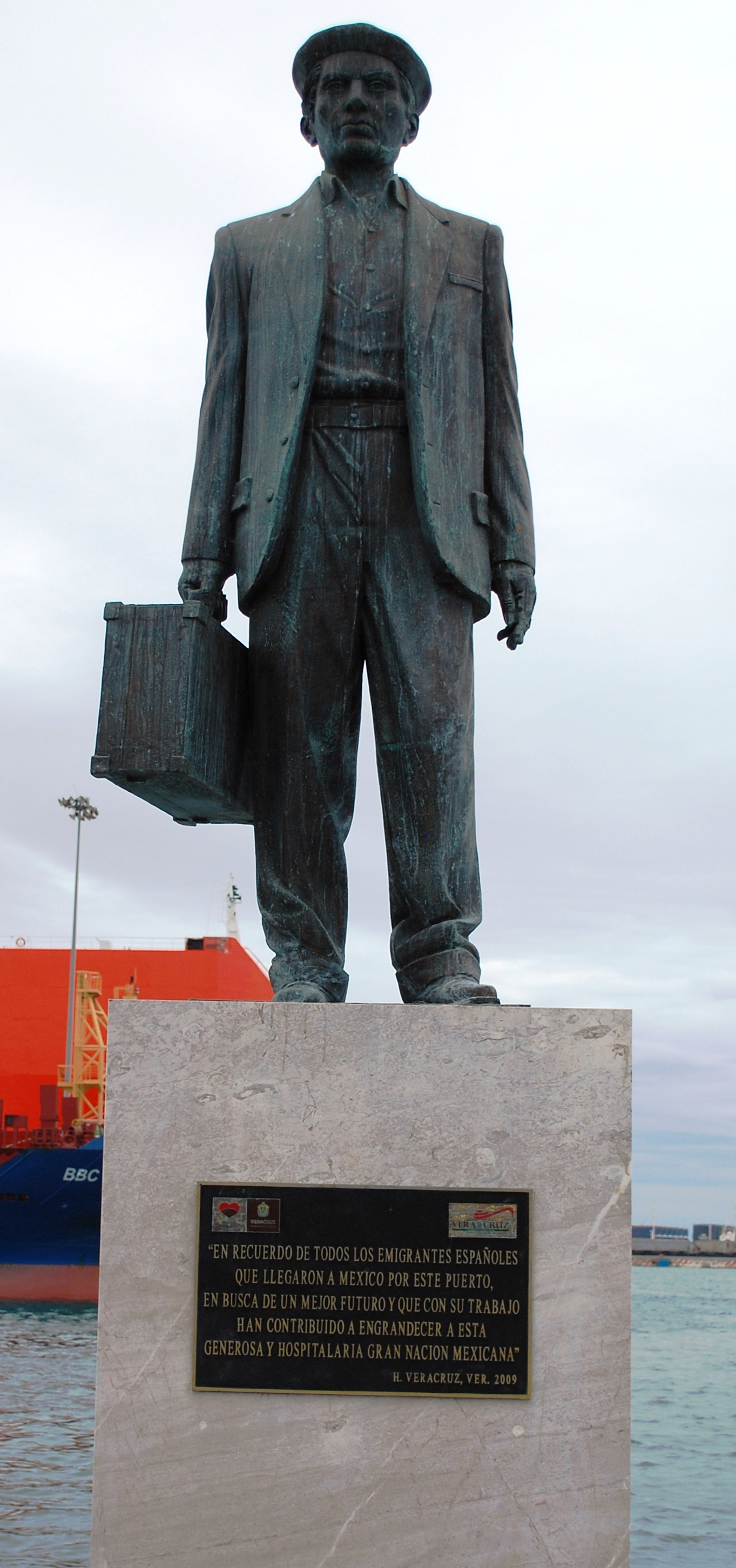
Monumento dedicado a los refugiados de la guerra civil española en Veracruz

 Más de 25,000 refugiados españoles se establecieron entre 1939 y 1942, en gran parte, durante la administración del presidente Lázaro Cárdenas del Río. Algunos de los migrantes regresaron a España después de la guerra civil, pero la mayoría permanecieron en México y echaron raíces.
El 7 de junio de 1937, llegaron al puerto de Veracruz, los menores que fueron acogidos y alojados en dos edificios educativos de la ciudad de Morelia, en Michoacán. Si bien se esperaba que su retorno a España se produjera al cabo de unos meses, cuando finalizara la guerra civil española, la derrota republicana y el inicio de la Segunda Guerra Mundial dieron como resultado un largo exilio que para muchos se convirtió en definitivo e indefinido.

## Educación

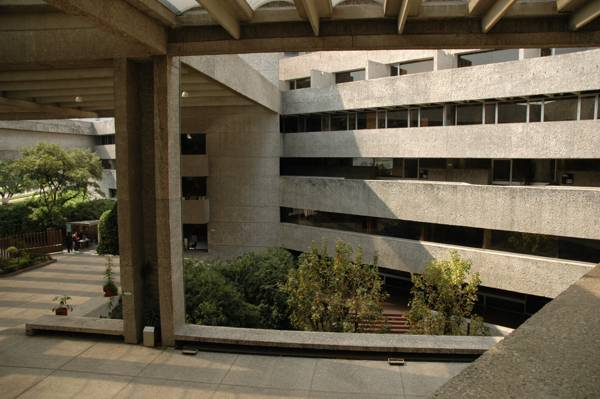
Colegio de México

Importantes escuelas de español permanecen en México, como el Colegio Madrid de la Ciudad de México, un instituto académico fundado en 1941 por inmigrantes españoles y profesores mexicanos. Esta es una escuela privada de educación primaria. Los colegios fundados por los inmigrantes españoles proliferaron en todo el país, en el sector privado, tales como el Colegio Español de Acapulco, el colegio español de Cuautla, el colegio español de Apizaco, el colegio español de Córdoba, el colegio español de Querétaro y el colegio español de Veracruz.
El Colegio de México (Colmex) fue una organización de exiliados de la guerra civil española que comenzó como «Casa de España en México». En 1939 Alfonso Reyes quien sería presidente de «El Colegio» hasta su muerte. El historiador Daniel Cosío Villegas jugó un papel importante en su institucionalización y la biblioteca del Colegio lleva su nombre.
La Universidad Iberoamericana fue fundada por la organización religiosa católica la Compañía de Jesús en 1943 con el nombre de Centro Cultural Universitario, y en 1953 recibió formalmente el nombre de Universidad Iberoamericana. Sus instalaciones se albergaron primero en una casa en el barrio de San Ángel en Ciudad de México, lo que alguna vez fue la Hacienda de los Condes de Goicoechea.

## Cultura española en México

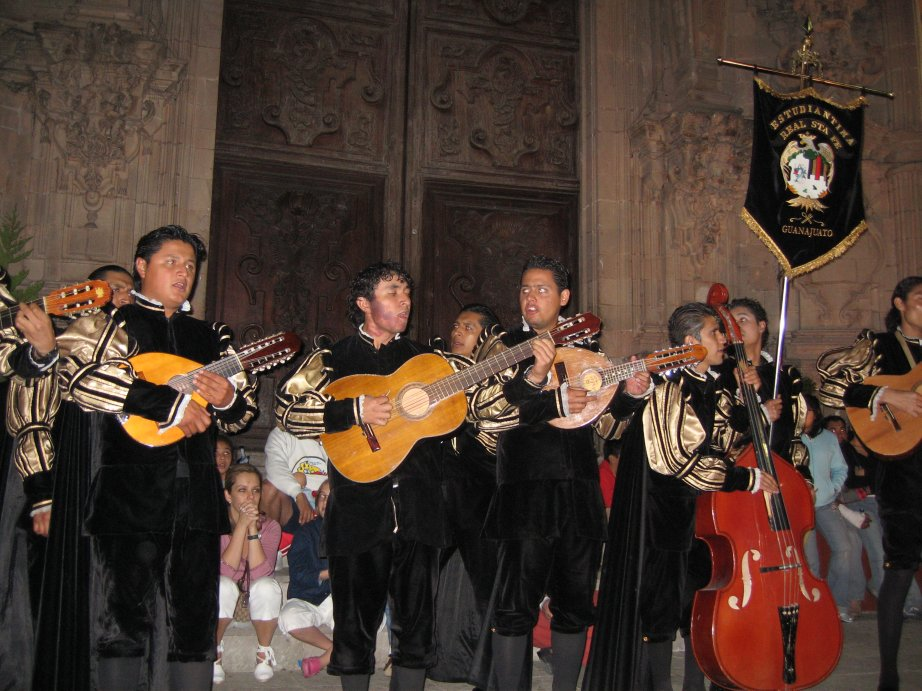
La estudiantina universitaria

México es uno de los países iberoamericanos que más influencia española ha recibido a lo largo de su historia sin perder su riqueza cultural mestiza y su riqueza cultural indígena. La cultura española prevalece como parte de la cultura nacional, pero las comunidades de inmigrantes españoles han logrado una marcada identidad hispana en el país.

### Charrería

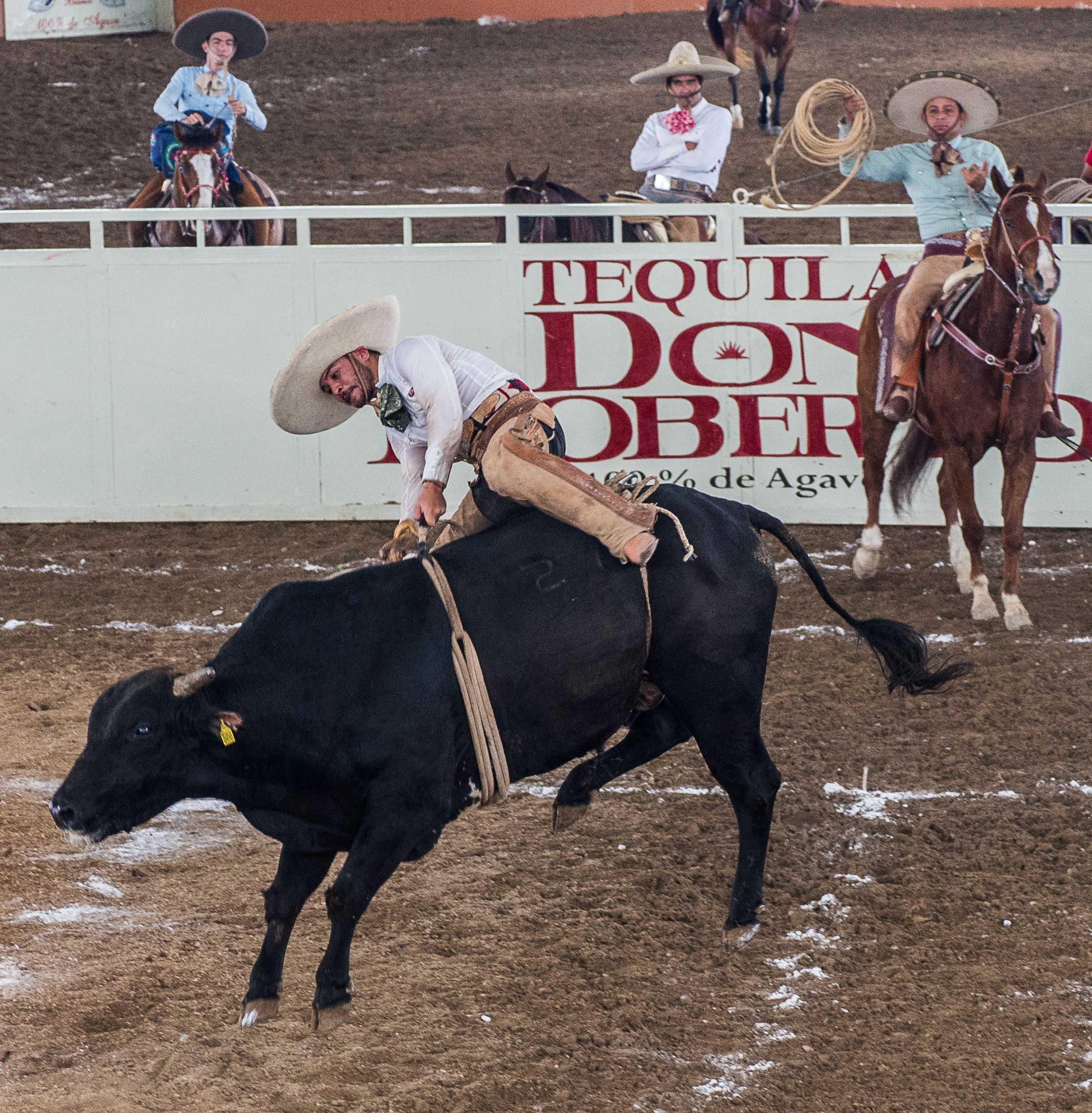
La charrería, herencia más marcada de España.

La charrería, una palabra que abarca todos los aspectos del arte de criar caballos y ganado por caballerangos, evolucionó entre las tradiciones rurales que llegaron al Altiplano Central de la Nueva España desde Salamanca, Andalucía, Extremadura y de Portugal en el siglo XVI. Cuando los españoles y portugueses se establecieron por primera vez en el México colonial, tenían órdenes de criar caballos y ganado para ocupar las vastas tierras recién colonizadas por la corona, estos eran llamados «criollos» (pueblo español nacido y establecido en la Nueva España), para no permitir que los pueblos indígenas montaran caballos. Sin embargo, para 1528, los españoles tenían haciendas ganaderas muy grandes y encontraron necesario emplear a indígenas como vaqueros o pastores, que pronto se convirtieron en excelentes jinetes conjuntamente con los europeos. Los terratenientes más pequeños, conocidos como rancheros o ganaderos, fueron los primeros charros (o txar) y se les acredita como los inventores de las charreadas; más tarde, se ingresaron las escaramuzas y otras suertes de capturar el ganado.

### Danza

Contradanza de las Varas en Santiago Tequixquiac

Numerosos bailes y danzas de origen colonial, son una continuidad artística que se da después de la independencia de México, son manifestaciones artísticas que se dan en los templos católicos como la Contradanza de las Varas en Santiago Tequixquiac, la Danza de Moros y Cristianos en Zamora, Michoacán, la danza de Santiagueros en Teotihuacán, Tecámac y Zumpango; y la danza de Paloteros en Puruándiro y Valle de Santiago. Así también los centros y asociaciones de inmigrantes españoles son promotores incansables del folklore español entre la juventud y los adultos mayores; así como numerosas instituciones de danza flamenca y de rumba es enseñada en varias ciudades mexicanas.

### Festival Cervantino

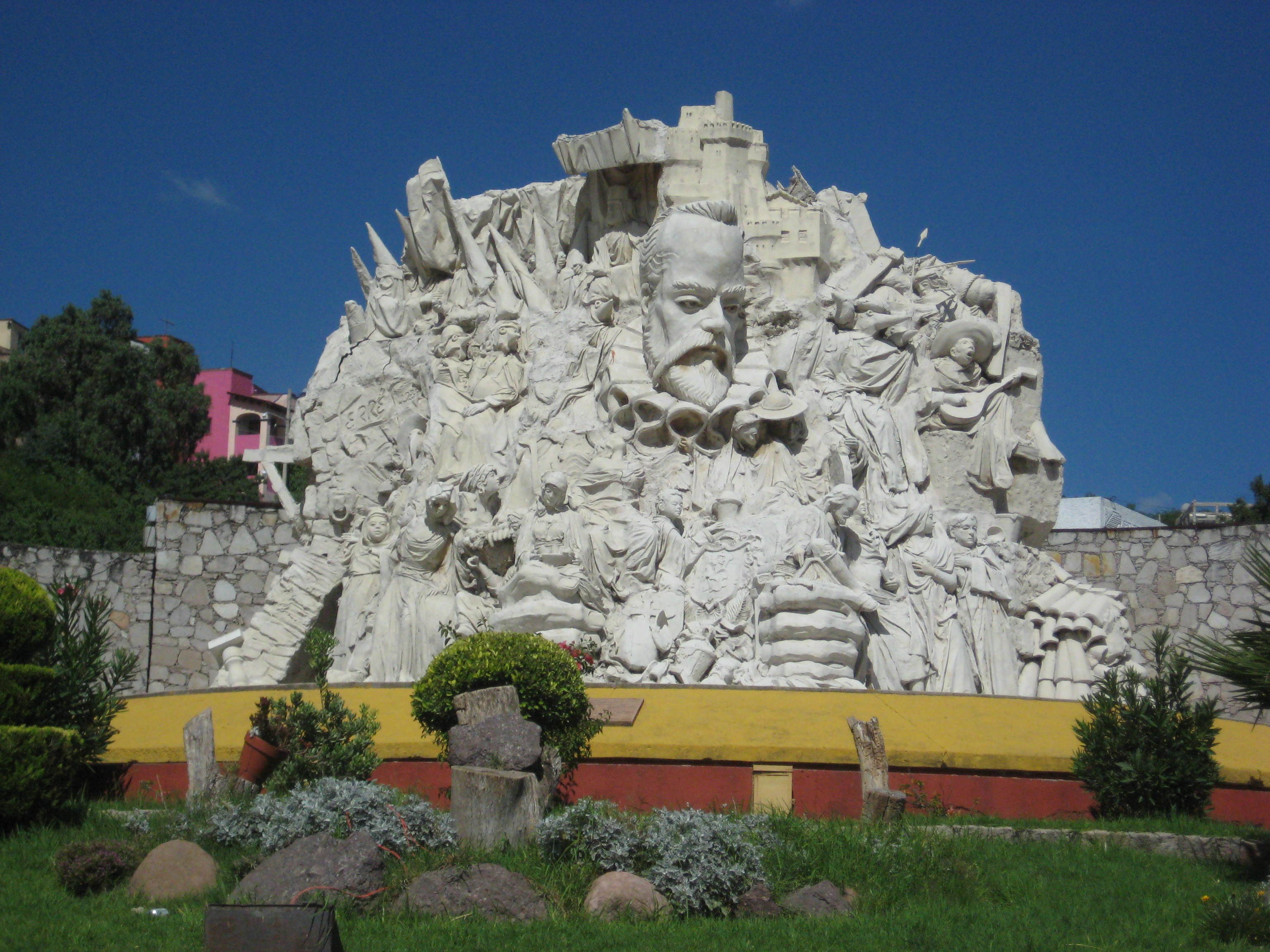
Tributo a Miguel de Cervantes, monumento de la ciudad de Guanajuato.

En el año de 1952 el rector Antonio Torres Gómez creó la Escuela de Música, la Orquesta Sinfónica de la Universidad y la Escuela de Arte Dramático, esta última constituyó un antecedente de los Entremeses Cervantinos antecedente del Festival Internacional Cervantino. Con celebración del primer Festival Cervantino, la lengua castellana y la música retomaron fama mundial para la ciudad de Guanajuato, la danza, el teatro, la pintura, la escultura y la música de cámara se volvieron artes populares entre la sociedad guanajuatense.

### Navidades

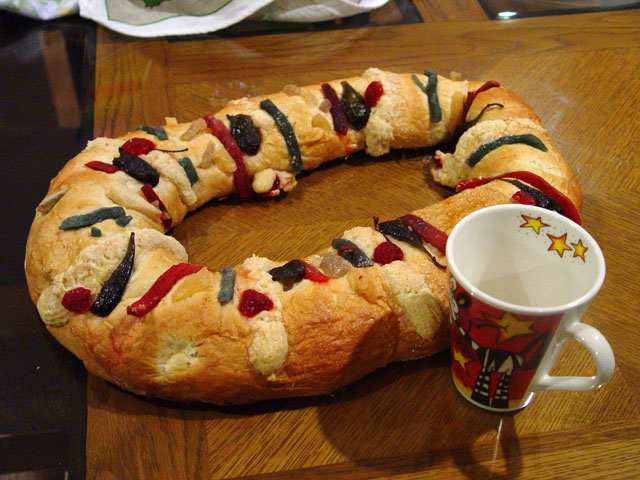
El roscón de Reyes una tradición culinaria española, arraigada entre los mexicanos.

Las navidades es otro de los aportes culturales de España en la población mexicana, a final del año, comienzan con la celebración de las posadas, las pastorelas, las cuales concluyen el día 24 de diciembre con el arrullo del Niño Dios, a la media noche, se celebra la Navidad con ricos platillos como ensaladas, buñuelos, pavo horneado y piñatas para los niños, los adultos suelen comprar billetes de lotería. Posteriormente el día 31 de enero se celebra el fin del año, se brinda por el año venidero con doce uvas al terminar la última campanada del año. El día 6 de enero se celebra la epifanía, la llegada de los Reyes Magos y la cortada de la Rosca de Reyes, una tradición culinaria española muy arraigada entre los mexicanos.

### Semana Santa

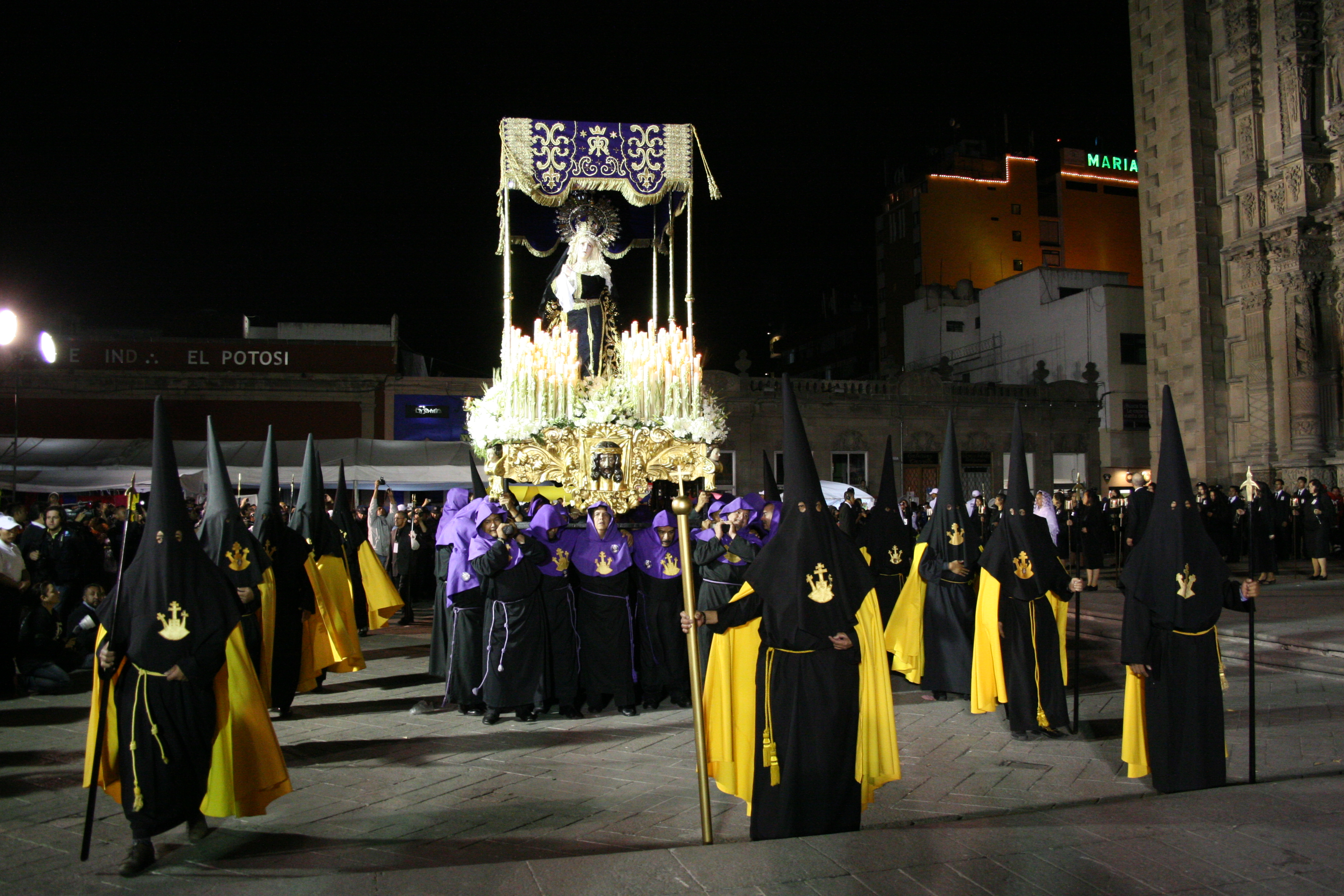
Semana Santa en la ciudad de San Luis Potosí

La Semana Santa es una de las festividades más arraigadas en la cultura mexica cuyo origen es español, en numerosas ciudades y pueblos del país se ha desarrollado un cultura religiosa católica desde tiempos coloniales a la actualidad, las representaciones de la Semana Mayor son bastante similares a la que se realizan en toda España. Las ciudades de San Luis Potosí, Aguascalientes, Morelia, Oaxaca de Juárez, Taxco de Alarcón y Santiago de Querétaro destacan por sus procesiones religiosas.

### Tauromaquia

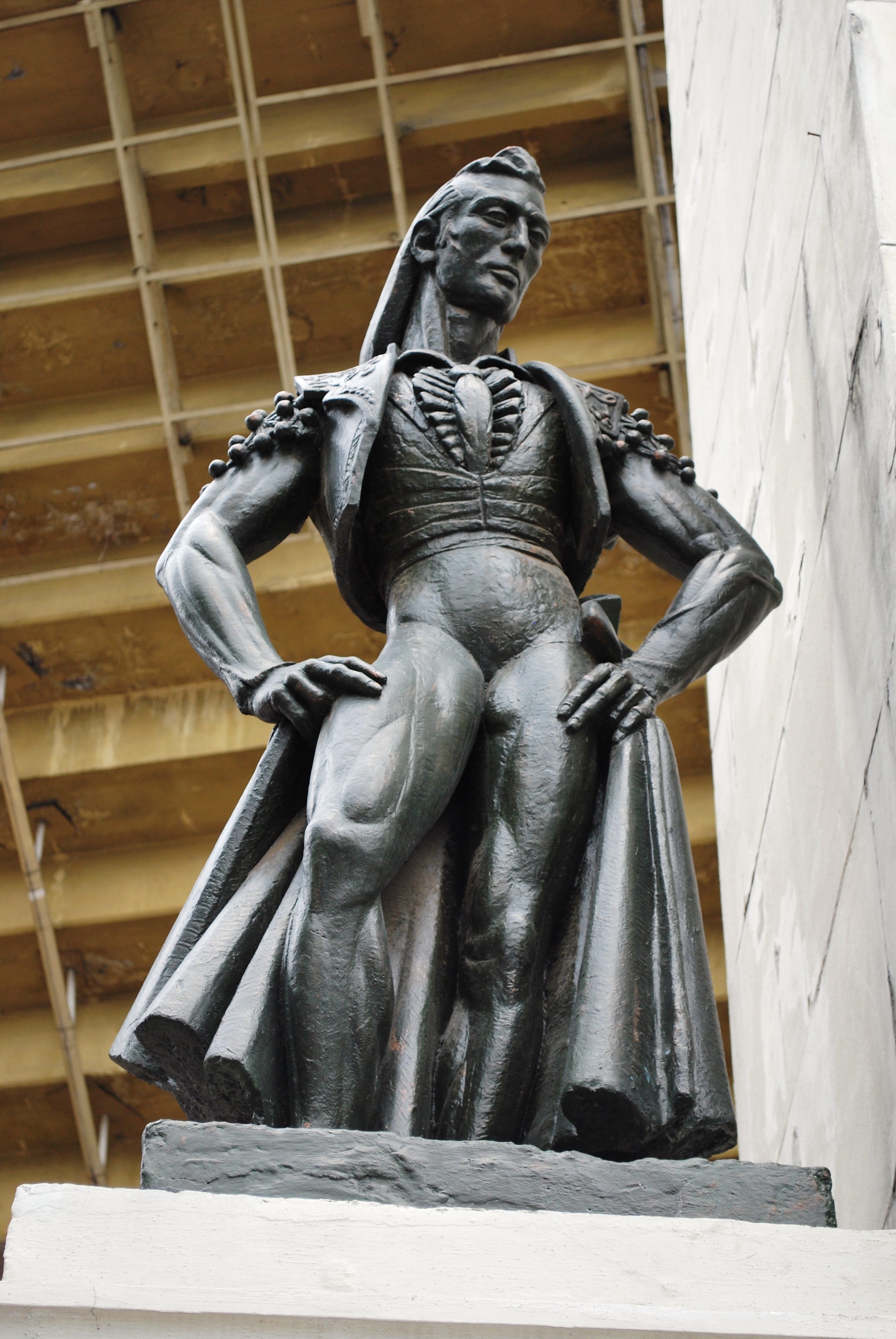
Estatua de torero en la Plaza de Toros de la Ciudad de México

Además de España, México cuenta con más plazas de toros y toreros de alto nivel que cualquier otro país del mundo. La tauromaquia llegó a México durante el periodo colonial con la llegada de los primeros españoles. Se encuentran registros de las primeras corridas de toros que debutaron en México el 26 de junio de 1526, con una corrida en la Ciudad de México celebrada en honor al explorador Hernán Cortés, quien acababa de regresar de Honduras (entonces conocido como Las Hibueras). A partir de ese momento, las corridas de toros se realizaron en todo México como parte de diversas celebraciones cívicas, sociales y religiosas. Hoy en día, hay alrededor de 220 plazas de toros permanentes en todo México y la sede más grande de este tipo es la Plaza de toros de México en el centro de la Ciudad de México, que se inauguró en 1946 y tiene capacidad para 48 000 personas.
Actualmente en los estados de Baja California, Sonora, Quintana Roo y Ciudad de México quedaron prohibidas las corridas de toros, pero en el resto de los estados se sigue practicando las corridas de toros como parte de una herencia cultural colonial que provino de la península ibérica. La música de pasodoble es la mayor herencia taurina y española entre los mexicanos, las música de banda viento ha creado innumerables pasodobles mexicanos que suenan en las plazas taurinas de México, como el zopilote mojado, Silverio Pérez, entre otros.

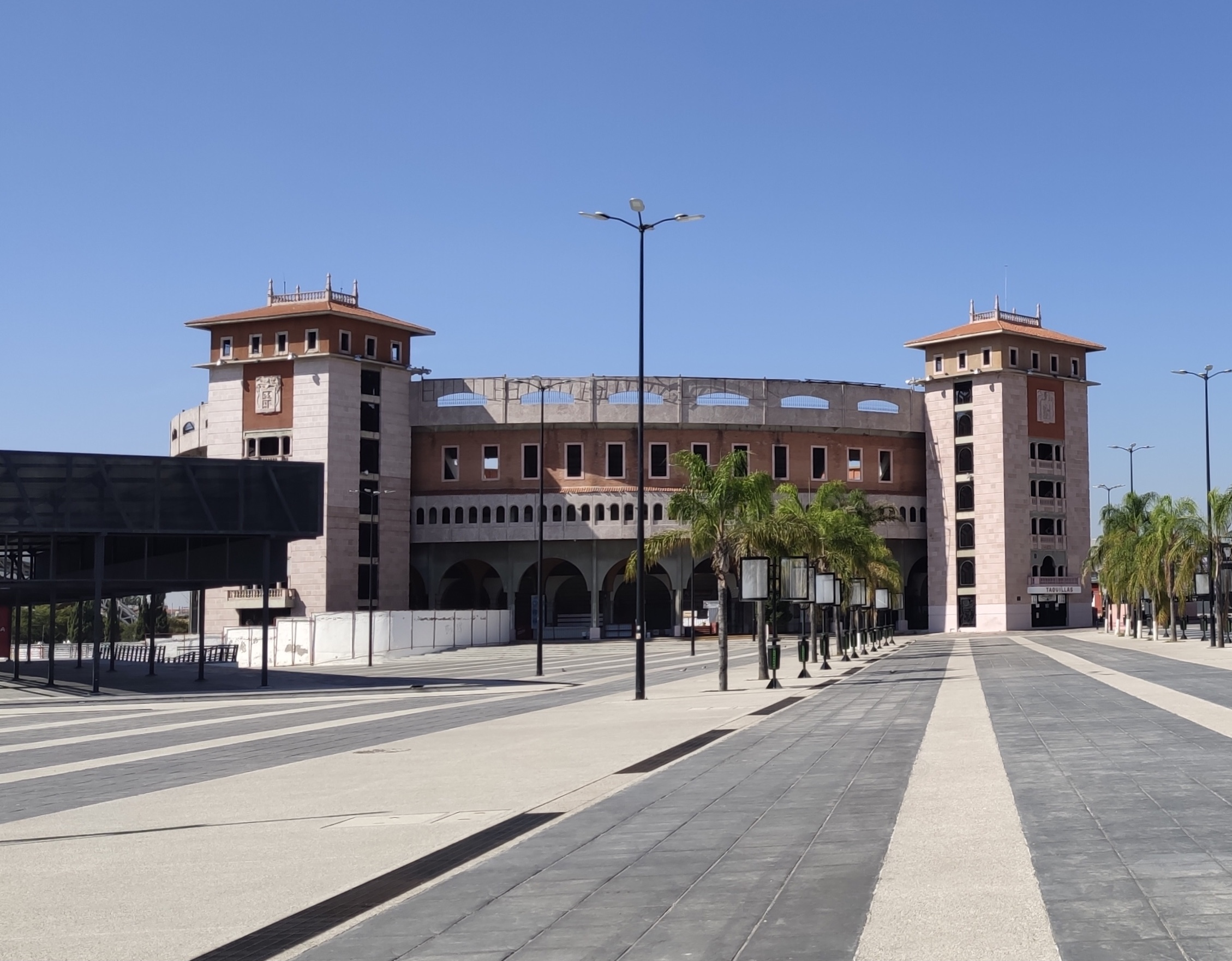
Plaza de Toros en Aguascalientes
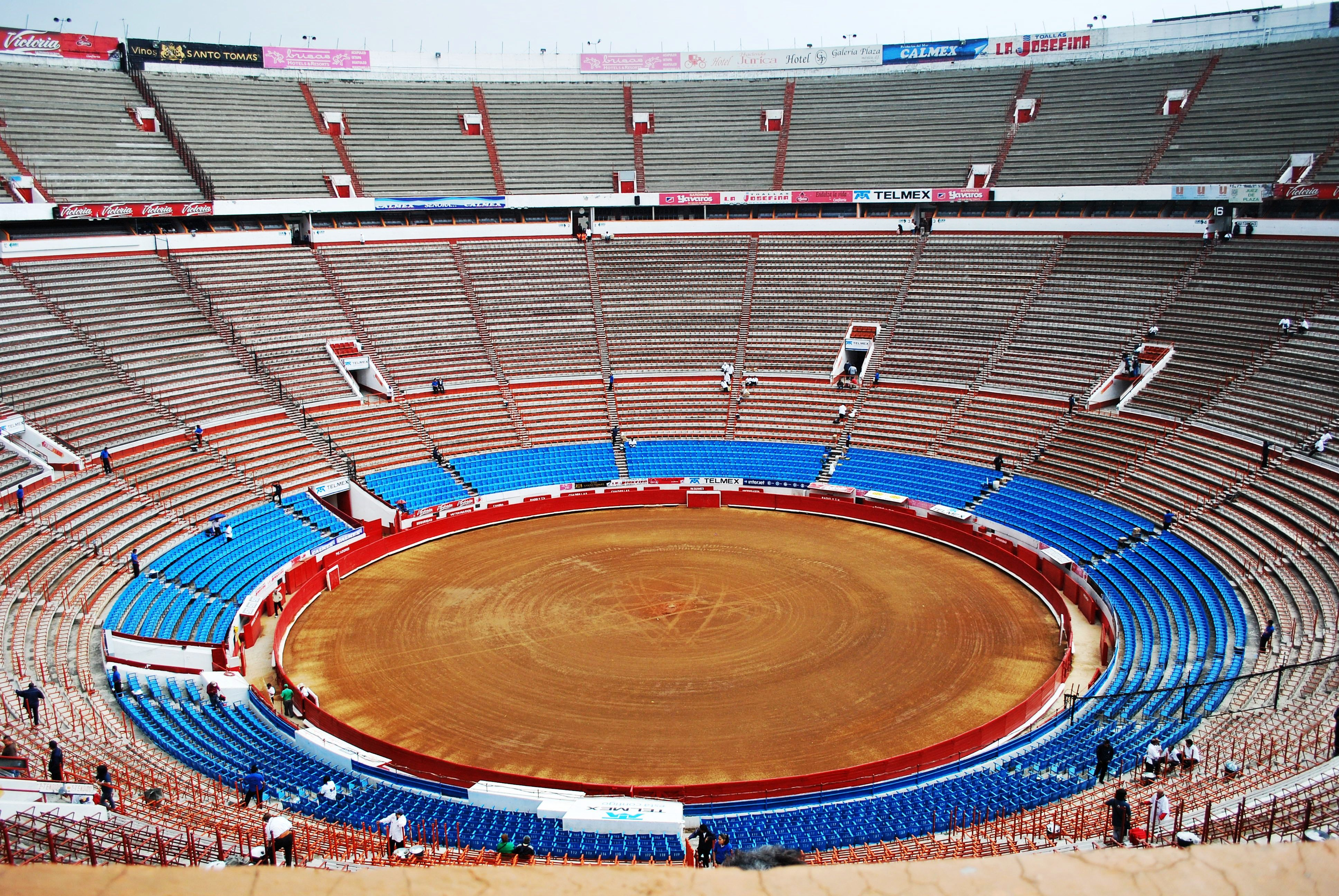
Plaza de toros Monumental de México
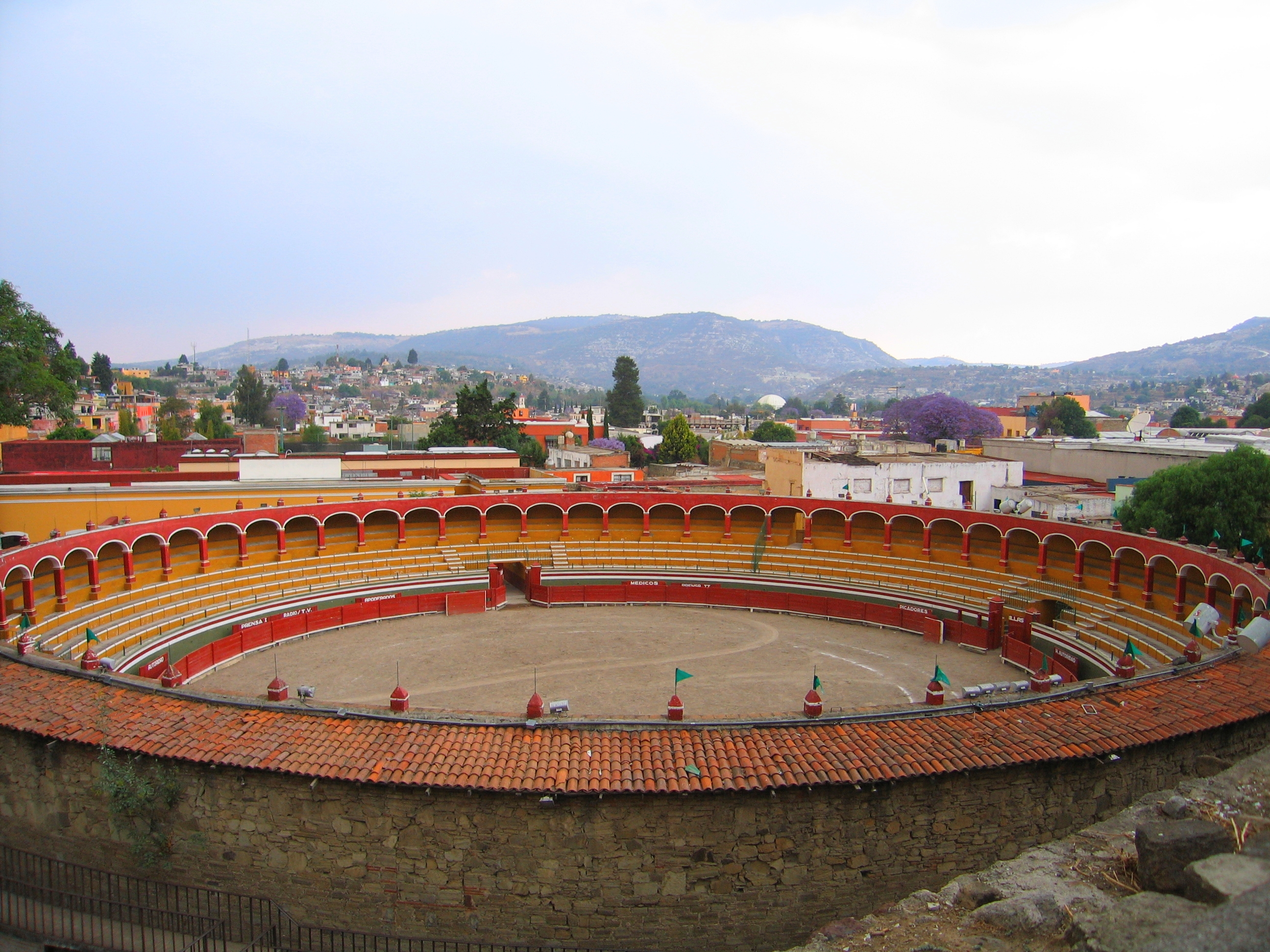
Plaza de toros de Tlaxcala

## Principales comunidades

### Aguascalientes

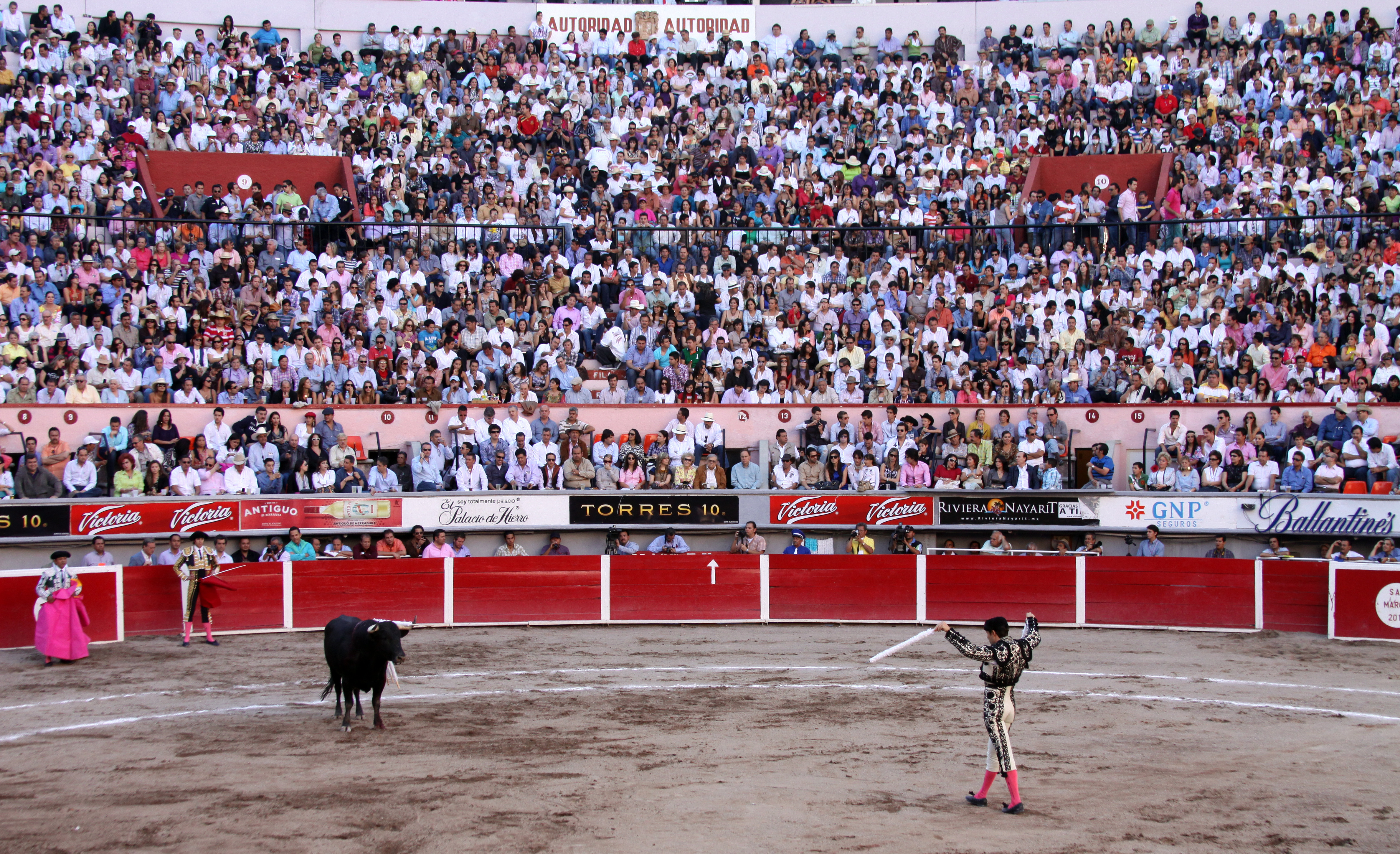
Corrida de toros durante la Feria Nacional de San Marcos (2010)

Después de los estadounidenses, venezolanos y japoneses; los españoles son la cuarta comunidad más numerosa de la entidad; la gran mayoría de españoles se concentran zonas urbanas como emprendedores, cónyuges de personas de Aguascalientes, académicos, empresarios y estudiantes. Los españoles también están distribuidos en localidades rurales como Calvillo.
La tauromaquia es una de las actividades más arraigadas en el estado y también la ganadería. La Feria de San Marcos es el evento de mayor arraigo hispano que persiste en la ciudad capital del estado.

### Baja California
- Casa de España en Ensenada A.C.
- Centro Español de Tijuana A.C.

### Ciudad de México

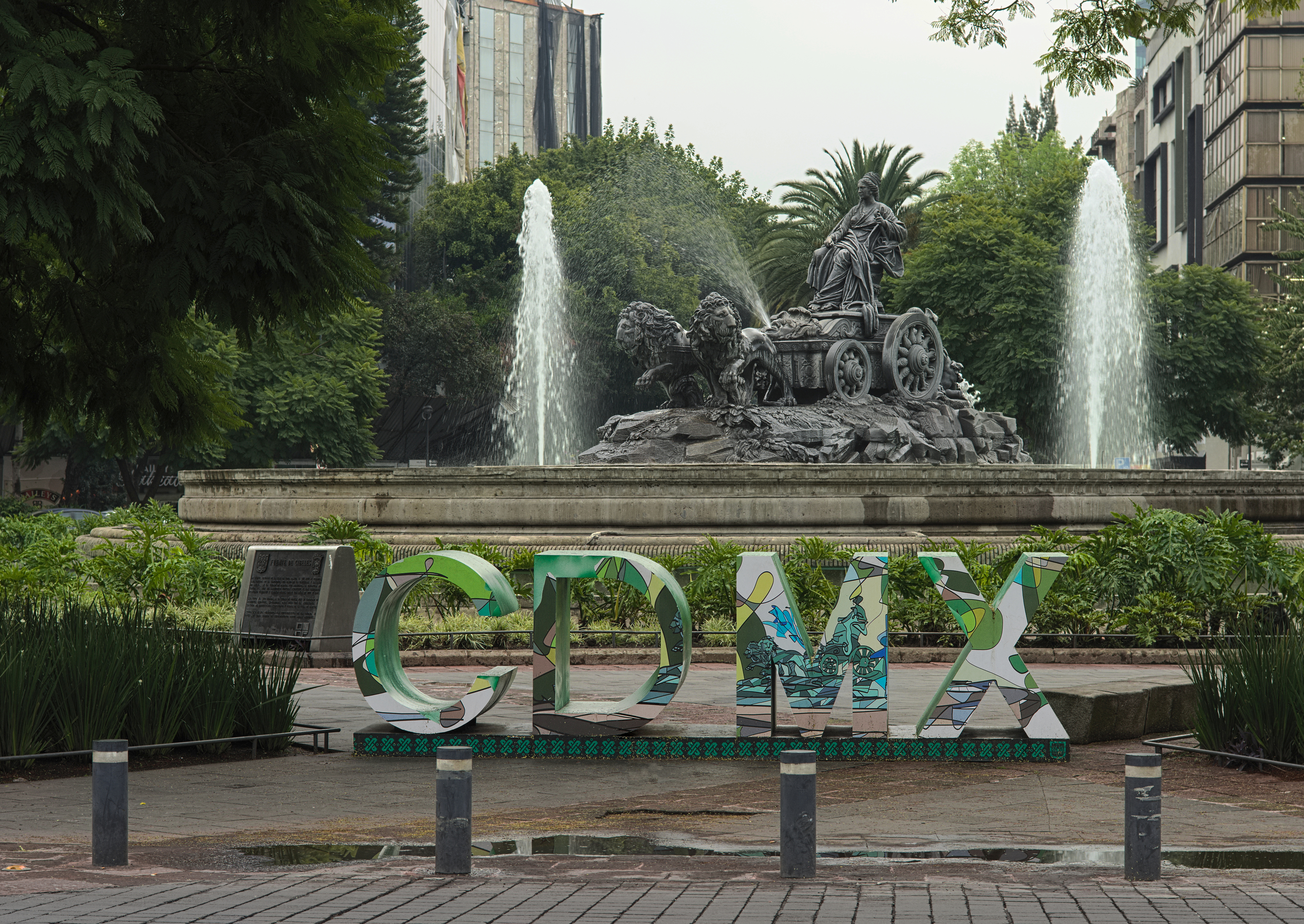
Fuente de Cibeles, donada a la Ciudad de México por la Comunidad de Madrid.

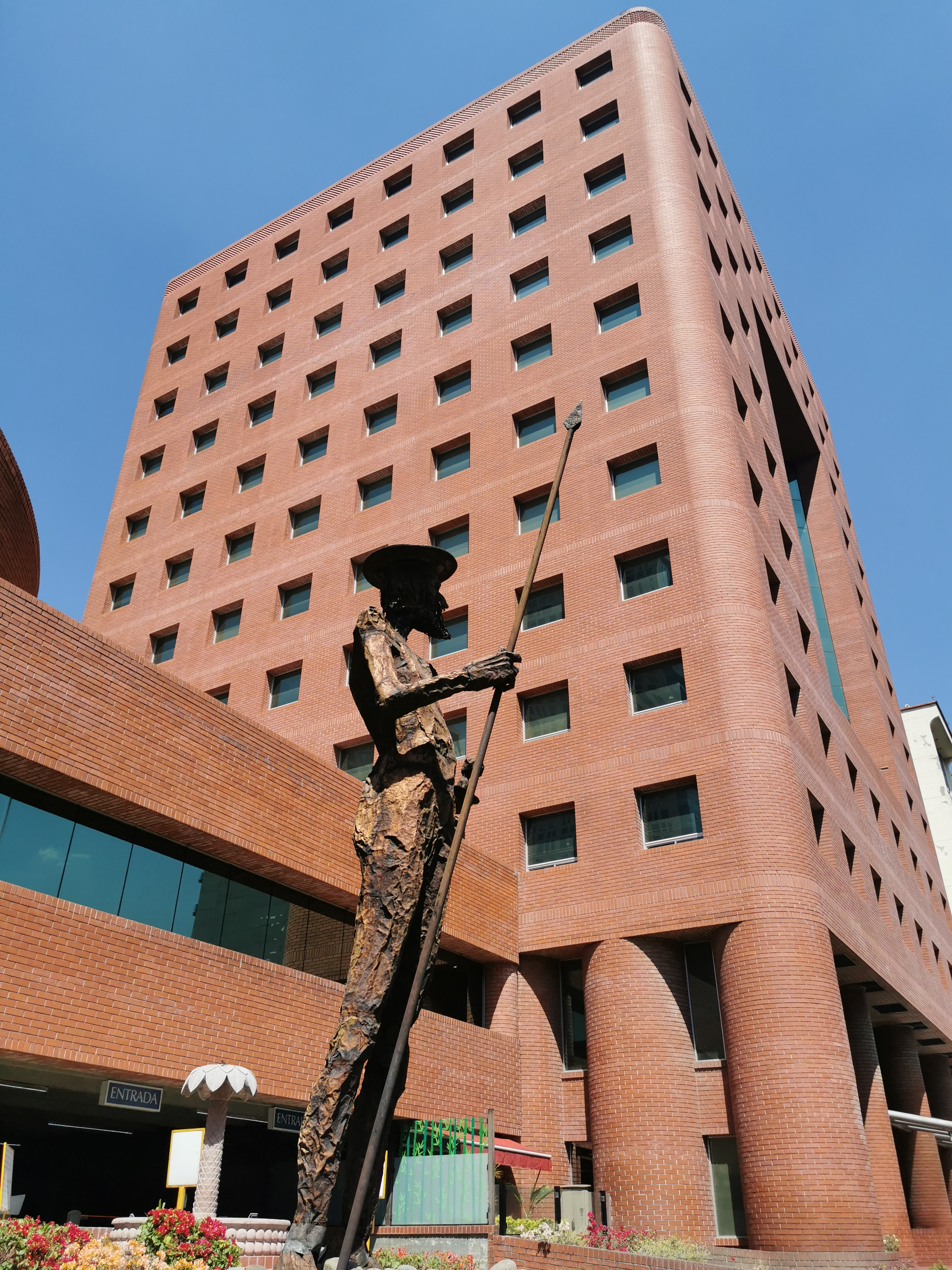
Hospital Español de la Ciudad de México, en Polanco.

La Ciudad de México es el principal asentamiento de comunidades españolas en todo el país, en esta ciudad se encuentran los principales centros de reunión de inmigrantes y las asociaciones más numerosas de las comunidades autónomas de España, de las cuales destacan el Centro Gallego, el Centro Asturiano, la Casa de Andalucía, el Centro Montañés, la Casa de Madrid, el Centro Canario, el Orfeo Catalán, el Centro Vasco, el Centro de Valencia, el Ateneo Español y Casino Español.
Los españoles fundaron importantes instituciones educativas como el Colegio Madrid, el Colegio de México, la Universidad Anáhuac y la Universidad Iberoamericana; aunque numerosos académicos españoles también formaron parte de la comunidad de la Universidad Nacional Autónoma de México.
- Ateneo Español de México A.C.
- Agrupación Leonesa de México A.C.
- Asociación Montañesa de México A.C.
- Casa de Andalucía de México
- Casa de Madrid de México
- Casino Español de México
- Centro Cultural de España en México
- Centro Asturiano de México A.C.
- Centro Balear de México A.C.
- Centro Gallego de México A.C.
- Centro Riojano de México A.C.
- Centro Republicano Español
- Centro Vasco de México
- Club España A.C.
- Comunidad Canaria de México
- Orfeó Català de Mèxic
- Sociedad Española de Beneficencia de México A.C.

### Chihuahua
- Centro Cultural de España en Chihuahua
- Club España Paso del Norte A.C.

### Coahuila
En la ciudad de Torreón, nació el primer supermercado llamado La Soriana, el cual fue una cadena de supermercados fundado por inmigrantes españoles venidos de Soria, que decidieron emprender en la Comarca Lagunera, conjuntamente con españoles campesinos que desarrollaron el campo con el cultivo de viñas y frutas a los bordes del estado, aprovechando la extracción de agua y las aguas del río Nazas, en tierras áridas.
- Club Deportivo Hispano Lagunero A.C.
- Sociedad Española de Beneficencia de La Laguna

### Guanajuato
- Círculo Español de León

### Hidalgo
En junio de 1939, llegaron a la ciudad de Pachuca, los primeros inmigrantes españoles republicanos, el gobernador Javier Rojo Lugo los recibió para apoyarlos a establecerse en diversos municipios de la entidad. En la ciudad de Pachuca de Soto fundaron la Sociedad Española de Beneficencia, una asistencia de salud para ayuda de los inmigrantes españoles, al no tener seguro social. Con el paso de los años crearon diversas asociaciones y clubs sociales para reunir a sus descendientes y amigos mexicanos más allegados a la comunidad española de Pachuca.
- Casino Español de Pachuca
- Sociedad Española de Beneficencia de Pachuca A.C.
- Hospital Español de Pachuca

### Jalisco
La ciudad de Guadalajara es la tercera comunidad española en importancia del país, numerosos inmigrantes se establecieron en la ciudad Tapatía para emprender en negocios como zapaterías, panaderías, mueblerías y comercios; aquí se encuentran instituciones como el Club España de Guadalajara, el Centro Catalán de Guadalajara, entre otras.
- Club España de Guadalajara A.C.
- Centro Catalán de Guadalajara A.C.

### México

Los chorizos, embutidos de origen español, herencia muy arraigada en Toluca y sus alrededores.

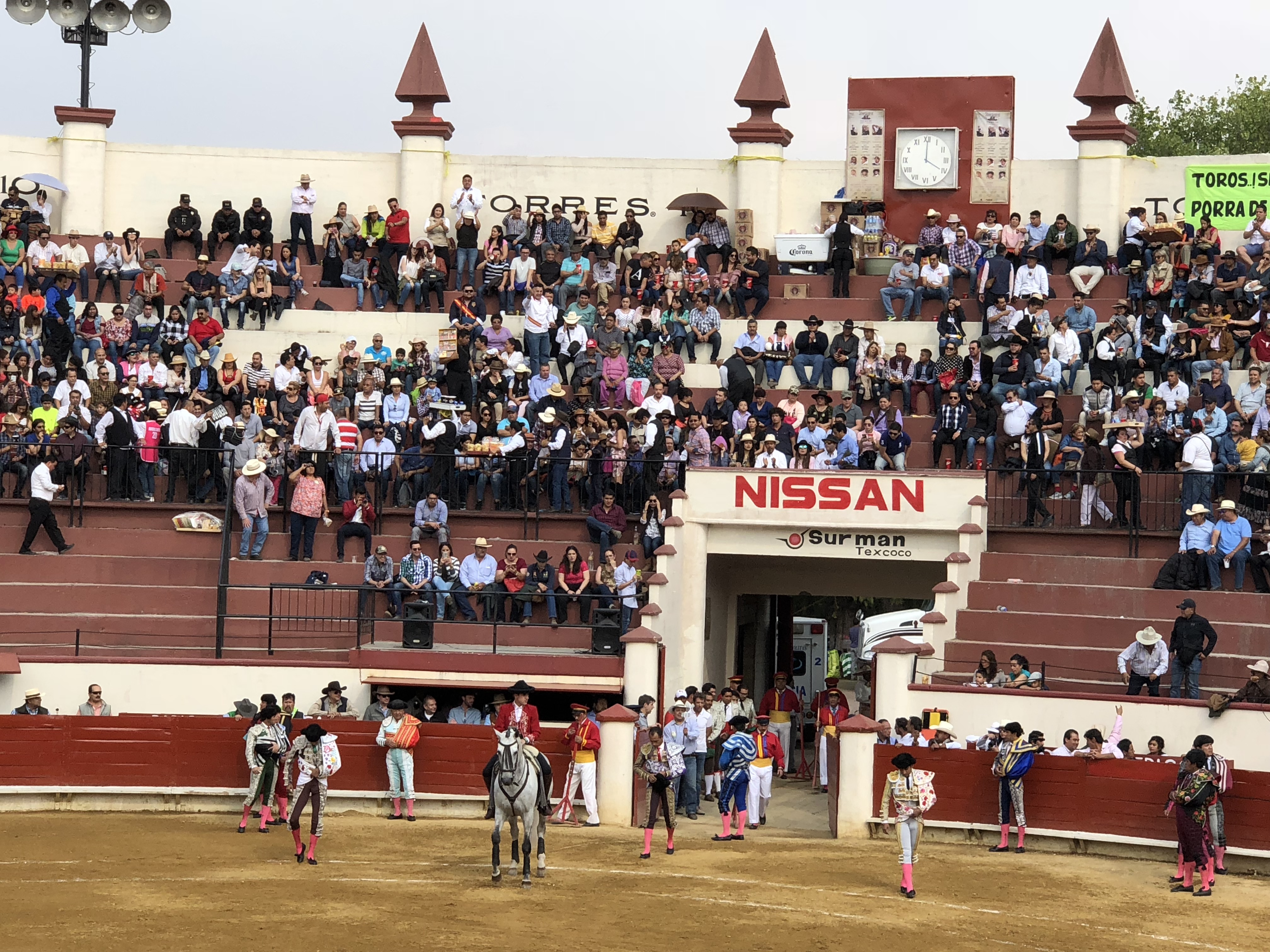
Plaza de toros del recinto de la Feria del Caballo, en Texcoco de Mora.

En la ciudad de Toluca se coloca una plaza conmemorativa en honor a una gran comunidad extranjera establecida en la ciudad, la Plaza España tiene como íconos a El Quijote de la Mancha y Sancho Panza, personajes de la literatura española universal, en la ciudad de Toluca. Por la cercanía con la Ciudad de México, los españoles han emprendido negocios como agencias funerarias, hoteles, zapaterías, panaderías, mueblerías y comercios de ultramarinos; aquí se encuentran instituciones como la Casa del Inmigrante Español, institución que fue fundada por los inmigrantes republicanos del siglo XX que se establecieron en el Valle de Toluca o Matlatzinco. Otro aporte español fue la producción de chorizos, jamón serrano, presuntos, morcillas, obispos y longanizas en localidades aledañas donde se produce la crianza de cerdo ibérico.
Del lado oriente del estado, en el Municipio de Texcoco existe una de las comunidades españolas más grandes de la entidad, en Texcoco de Mora se arraigó la tauromaquia desde el virreinato a la actualidad, la cual fue un antecedente para la celebración de la Feria del Caballo de Texcoco, que la licorera jerezana Casa Pedro Domeq, trajo a México para la crianza de toros de lidia, la crianza de diversas razas de caballos traídos de España y Portugal y la destilación del jerez hecho Texcoco en las haciendas texcocanas. Silverio Pérez y Carmelo Pérez son dos de los principales toreros de esta ciudad mexiquense, así como numerosos estudiantes de la escuela de cabalgata de la licorera Casa Pedro Domeq, ubicada en el municipio de Texcoco.
- Casa de España en Toluca de Lerdo.
- Casino Español de Satélite en Tlalnepantla de Baz.
- Centro Cultural Ecuestre Domeq en Texcoco.
- Hacienda de Jajalpa (antiguo centro español) en Ocoyoacac.

### Morelos
- Club Deportivo del Centro Asturiano A.C.

### Michoacán
- Casino Español de Morelia

### Nuevo León
La ciudad de Monterrey vive una comunidad española de importancia del país, numerosos inmigrantes se establecieron en la ciudad Regia para emprender en negocios de gran escala y comercios como Soriana; aquí se encuentran instituciones como el Círculo Español, el Hospital Español, entre otras.

### Oaxaca
- Centro Español de Oaxaca A.C.

### Puebla

Centro Gallego de México en Sebastián de Aparicio Romería, Puebla de Zaragoza.

La Ciudad de Puebla es el segundo asentamiento importante de comunidades españolas en México, en ella hay varias instituciones fundadas por los inmigrantes, como el Parque España, el Círculo Español de Puebla, el hospital de Beneficencia Española y la romería de la comunidad gallega en el Ex-convento de San Francisco, para venerar a Sebastián de Aparicio, un beato de origen gallego, cuyos restos se encuentran en la Ciudad de Puebla.
- Agrupación Leonesa de Puebla A.C.
- Sociedad Española de Beneficencia de Puebla
- Círculo Español de Puebla
- Parque España de Puebla A.C.

### Querétaro

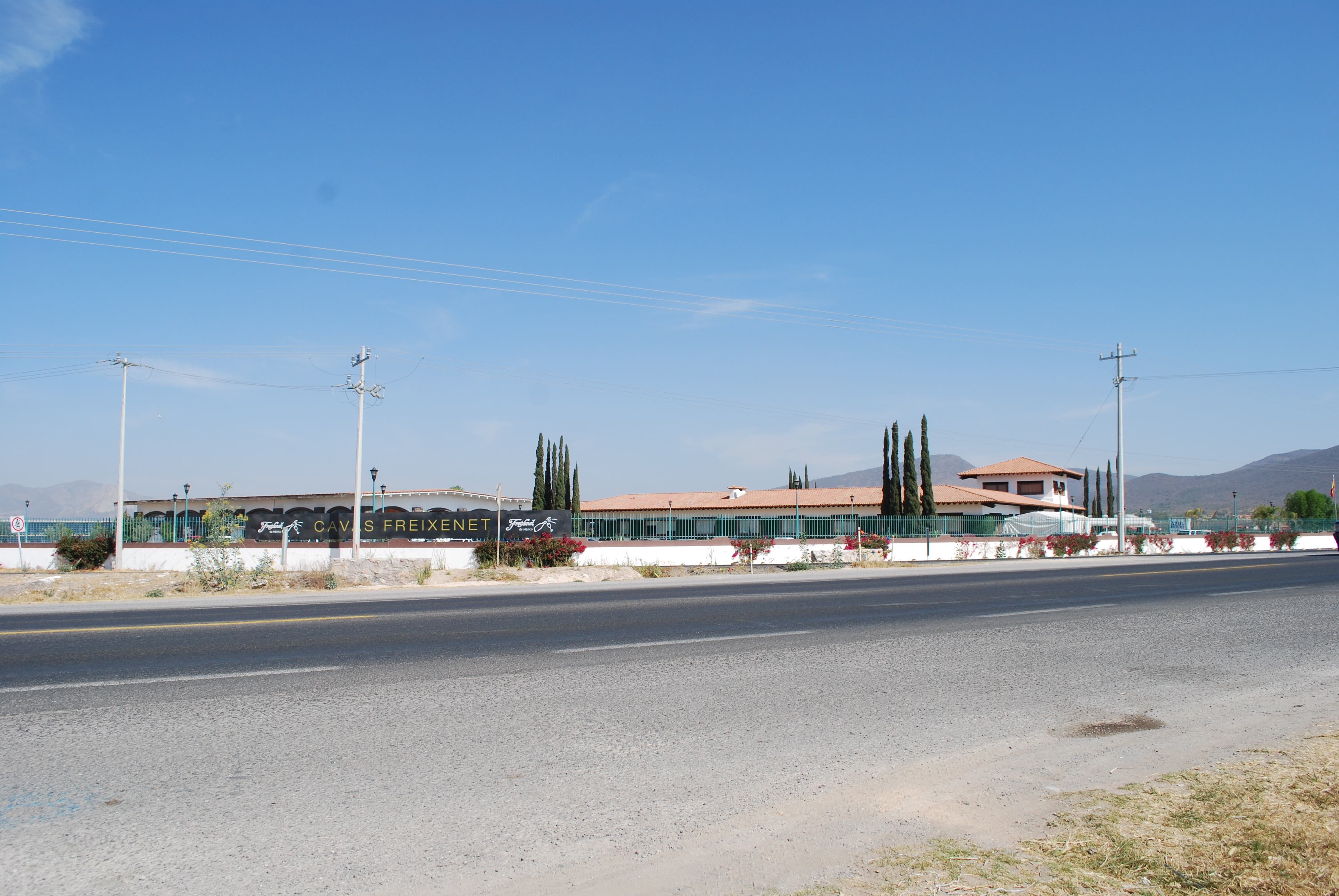
Freixenet de México, viñedo catalán ubicado en Querétaro.

La ciudad de Santiago de Querétaro vive de las comunidades españolas más numerosas y de importancia del país, numerosos de inmigrantes de nacionalidad española se establecieron en la ciudad capital y en el resto del estado para emprender en negocios de gran escala y comercios como Asturiano; aquí se encuentran instituciones como el Hospital de la Beneficencia Española, el Círculo Español, entre otras. Gallegos, asturianos, baleares, leoneses, canarios, andaluces, catalanes, madrileños y vascos son los grupos más numerosos.
Es uno de los estados donde la cultura de España es bastante difundida, el cultivo de viñedos es parte de la inversión española en el interior de la entidad, municipios como Tequisquiapan, Cadereyta y Ezequiel Montes gozan de importantes fincas y empresas vitivinícolas que dan una empleo a miles de jornaleros mexicanos y promueven la cultura del vino entre los mexicanos del centro del país.

### Quintana Roo
Los diversos centros turísticos de la Riviera Maya, son un importante atractivo para los ciudadanos españoles que han decidido establecer diversos comercios y hoteles dentro del sector turismo, las ciudades del estado han tenido un incremento de la comunidad española como residentes permanentes. Cancún es la ciudad donde reside la mayor comunidad dentro del estado.

### San Luis Potosí
- Casino Español de San Luis Potosí
- Sociedad Española de Beneficencia de San Luis Potosí

### Sonora
- Asociación Hispana de Hermosillo
- Centro Español de Sonora

### Tamaulipas

Consulado honorario de España en el puerto de Tampico

El puerto de Tampico, es la ciudad donde arribaron un número considerables de inmigrantes españoles que huían de la guerra civil española, es el segundo asentamiento más importante de comunidades españolas en el noreste de México y la localidad de Tamaulipas con el mayor número de ciudadanos españoles, en este puerto cuenta con un consulado honorario y existen aquí varias instituciones fundadas por los inmigrantes, como el Hospital Español de Sociedad de Beneficencia, el Deportivo Español de Tampico, el colegio español de Tampico.
- Centro Español de Tampico Sociedad de Beneficencia
- Deportivo Español de Tampico

### Veracruz

Monumento a los refugiados de la guerra civil española en Coatzacoalcos

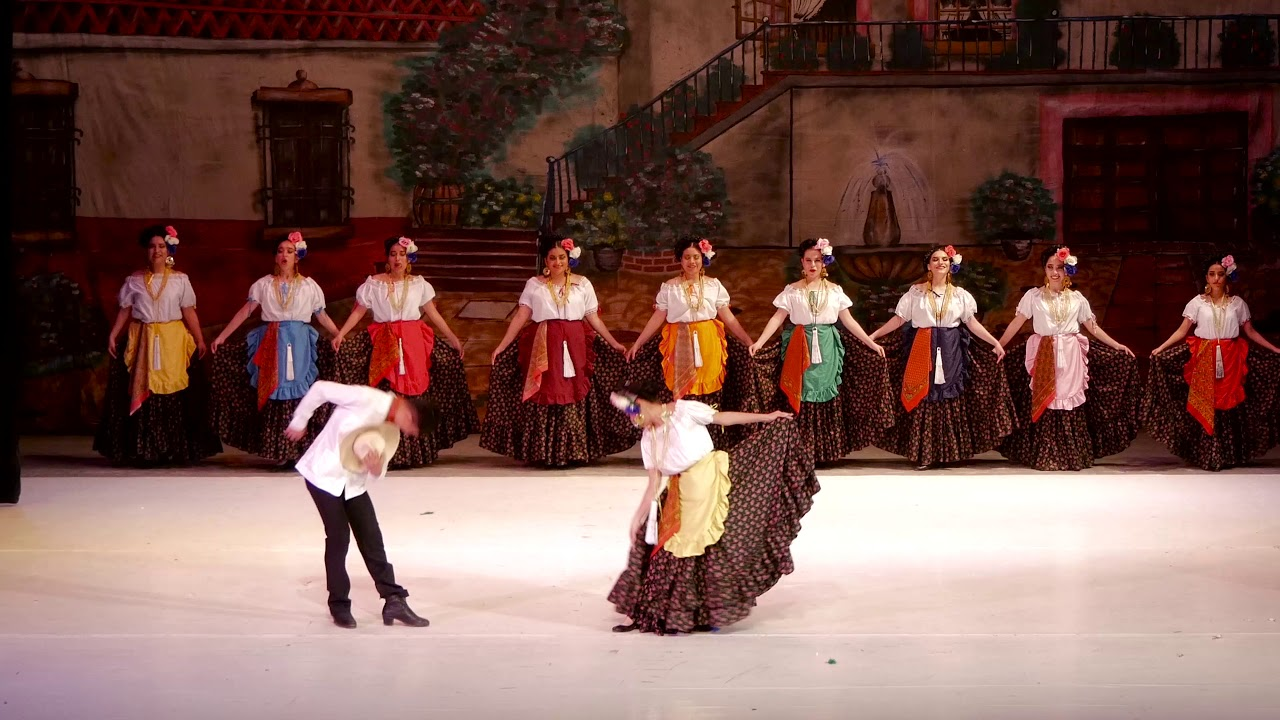
El fandango es una fiesta veracruzana, de origen español llegada en la época colonial, que actualmente se sigue celebrando en el centro del estado y el sur.

El estado de Veracruz mantiene un arraigo español desde su fundación hasta décadas posteriores, principalmente en el puerto, la región del sotavento y la ruta hacia la Ciudad de México, como Córdoba, Xalapa y Orizaba, que se mantuvo durante varias décadas como el principal receptor de inmigrantes españoles llegados entre el siglo XVII y el XVII; la Ciudad de México y Veracruz fueron los principales puntos de arribo y establecimiento, por ser lugares de flujo comercial y marítimo en el caso del puerto, como lo muestran los censos de 1887, hubo 2 oleadas importantes de emigrantes españoles en Veracruz, durante el porfiriato entre los años 1895 a 1910 y la de 1935 del exilio español, sin embargo el puerto de Veracruz mantenía una recepción importante durante varios años a comerciantes que se clasificaban como emigrantes espontáneos, las regiones de procedencia de los emigrantes españoles fueron de Andalucía, misma que mantiene una cultura notable en la forma de hablar de los habitantes del Puerto y el sotavento, así como de Cantabria, País Vasco, Asturias y Galicia
La cultura española ha contribuido de manera notable a la cultura veracruzana, el Fandango Veracruzano, son jarocho, las celebraciones de la virgen de la Covadonga, y de la candelaria entre otros son el reflejo de la identidad jarocha del estado.
En Coatzacoalcos y Minatitlán se establecieron numerosos refugiados de la guerra civil española que decidieron echar raíces al sur de estado en la agricultura, el comercio y la industria petrolera, los españoles se volvieron numerosos en esa zona metropolitana y en los pueblos cercanos, crearon círculos sociales de españoles y colegios. Actualmente, la región olmeca tiene fuerte presencia de España desde tiempos del virreinato hasta nuestros días.
Numerosos inmigrantes han emprendido negocios en el estado como zapaterías, panaderías, mueblerías y comercios; aquí se encuentran instituciones como la Beneficencia Española, Casa del Inmigrante Español, el Casino Español, entre otras.
- Deportivo Hispano Mexicano de Veracruz
- Casino Español de Córdoba
- Casino Español de Veracruz
- Casino Español de Xalapa
- Casino Español de Orizaba
- Círculo Español Mercantil A.C
- Hospital Español de Veracruz (Beneficencia Española)
- Casa del Inmigrante Español

### Yucatán
Yucatán, a lo largo del tiempo, ha sido siempre receptor de inmigrantes provenientes de España, la gran mayoría se concentran en las ciudades de Mérida, Valladolid y Tizimín, la mayor concentración se dio en la capital yucateca durante la guerra civil española, en donde crearon comercios, colegios, empresas y círculos sociales como la Casa de España.
- Casa de España de Mérida

## Relaciones diplomáticas de España en México

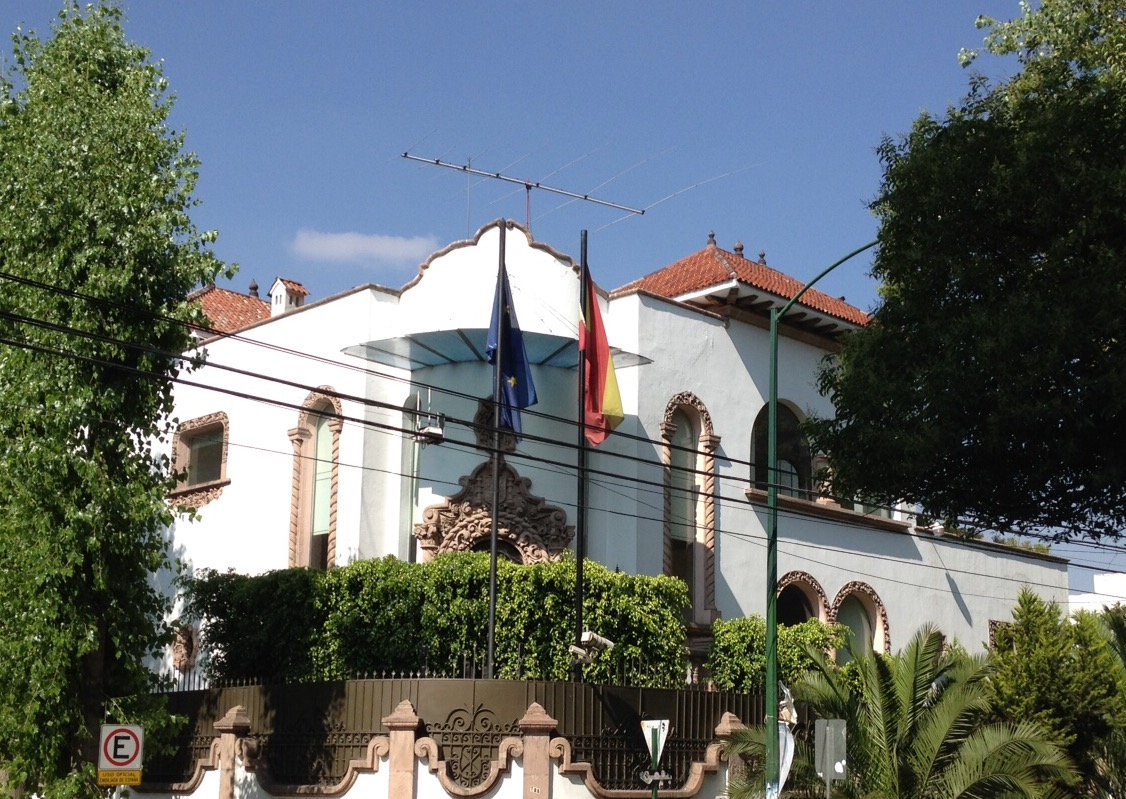
Embajada de España en la Ciudad de México

La embajada de España en México no solo se encarga de proteger a los ciudadanos españoles que residen en el país de manera temporal o definitiva; sino también brinda servicios consulares a ciudadanos mexicanos.
- Embajada de España en la Ciudad de México.[20][21]
- Consulado-General en Guadalajara
- Consulado-General en Monterrey
- Consulado honorario en Acapulco
- Consulado honorario en Cancún
- Consulado honorario en León
- Consulado honorario en Mérida
- Consulado honorario en Morelia
- Consulado honorario en Oaxaca de Juárez
- Consulado honorario en Puebla de Zaragoza
- Consulado honorario en Querétaro
- Consulado honorario en San Luis Potosí
- Consulado honorario en Tlaxcala
- Consulado honorario en Tuxtla Gutiérrez
- Consulado honorario en Veracruz

## Estadísticas

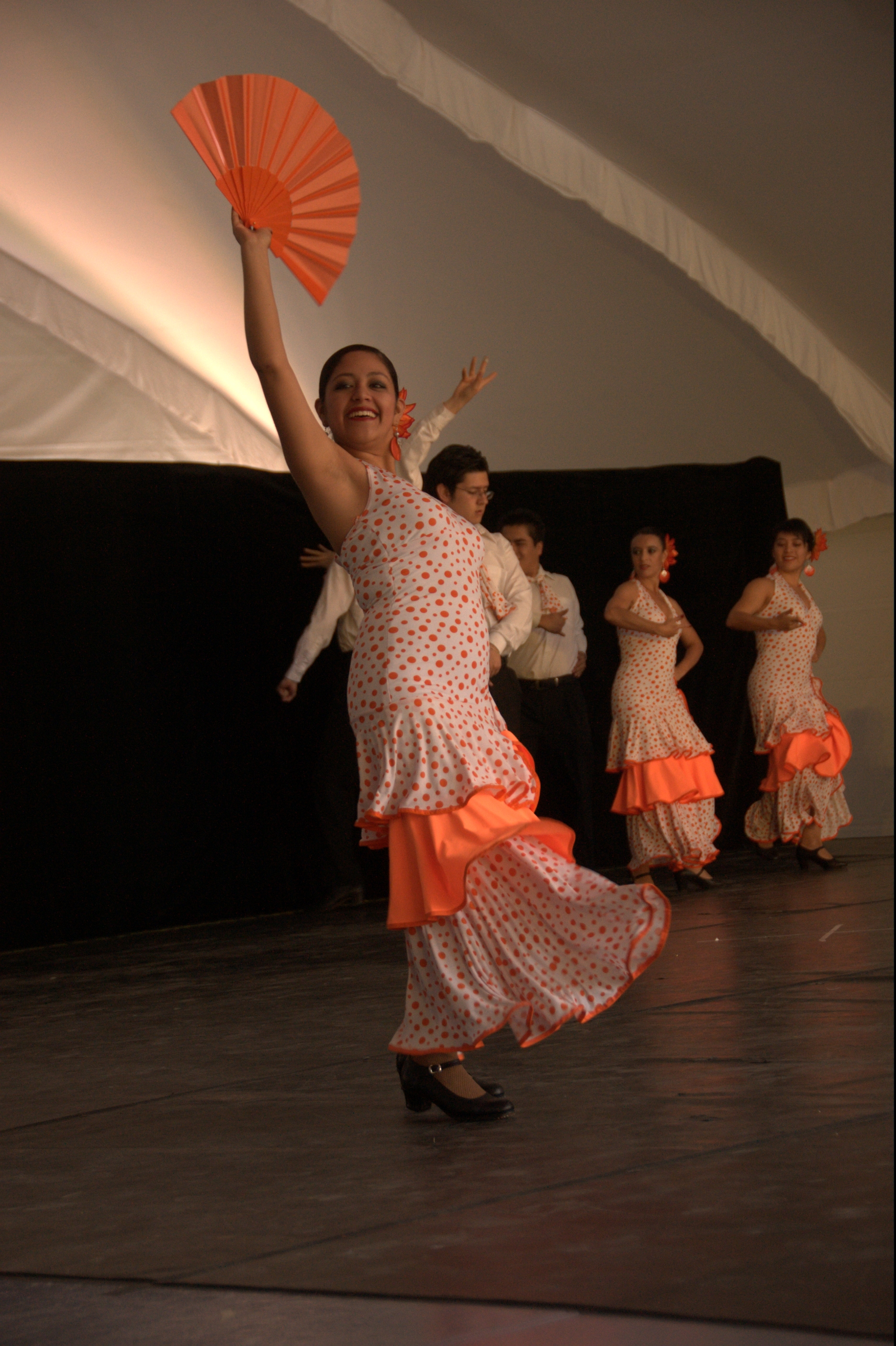
Danza flamenca en el ITESM de la Ciudad de México

| 2010 | 77 069 (INE)  |
| 2011 | 86 658 (INE)  |
| 2012 | 94 617 (INE)  |
| 2013 | 100 782 (INE) |
| 2014 | 108 314 (INE) |
| 2015 | 115 620 (INE) |
| 2016 | 123 189 (INE) |
| 2017 | 130 832 (INE) |
| 2018 | 135 155 (INE) |
| 2019 | 140 199 (INE) |
| 2020 | 144 553 (INE) |
| 2021 | 144 845 (INE) |
| 2022 | 148 421 (INE) |
| 2023 | 155 543 (INE) |

### Inmigración española según entidad federativa
| Censo de españoles viviendo en México distribuidos por Estados según el censo mexicano de población de 2020 | Censo de españoles viviendo en México distribuidos por Estados según el censo mexicano de población de 2020 | Censo de españoles viviendo en México distribuidos por Estados según el censo mexicano de población de 2020 | Censo de españoles viviendo en México distribuidos por Estados según el censo mexicano de población de 2020 | Censo de españoles viviendo en México distribuidos por Estados según el censo mexicano de población de 2020 |
| Puesto | Entidad | Censo Mexicano de 2020                                                                                      | Ref. | |
| --- | --- | --- | --- | --- |
| 1° | Ciudad de México                                                                                            | 2 511 | [ 36 ] | |
| 2° | Estado de México                                                                                            | 457 | [ 37 ] | |
| 3° | Jalisco | 451 | [ 38 ] | |
| 4° | Querétaro                                                                                                   | 420 | [ 39 ] | |
| 5° | Puebla | 409 | [ 40 ] | |
| 6° | Nuevo León                                                                                                  | 375 | [ 41 ] | |
| 7° | Yucatán | 238 | [ 42 ] | |
| 8° | Guanajuato                                                                                                  | 218 | [ 43 ] | |
| 9° | Aguascalientes                                                                                              | 185 | [ 44 ] | |
| 10° | San Luis Potosí                                                                                             | 149 | [ 45 ] | |
| 11° | Morelos | 128 | [ 46 ] | |
| 12° | Michoacán                                                                                                   | 123 | [ 47 ] | |
| 13° | Sinaloa | 110 | [ 48 ] | |
| 14° | Hidalgo | 107 | [ 49 ] | |
| 15° | Sonora | 82 | [ 50 ] | |
| 16° | Oaxaca | 76 | [ 51 ] | |
| 17° | Baja California                                                                                             | 75 | [ 52 ] | |
| 18° | Baja California Sur                                                                                         | 75 | [ 53 ] | |
| 19° | Colima | 68 | [ 54 ] | |
| 20° | Durango | 46 | [ 55 ] | |
| 21° | Nayarit | 40 | [ 56 ] | |
| 22° | Zacatecas                                                                                                   | 35 | [ 57 ] | |
| 23° | Tlaxcala | 27 | [ 58 ] | |
| TOTAL ESPAÑOLES                                                                                             | TOTAL ESPAÑOLES                                                                                             | 20 763 | México | México |
| Fuente: Instituto Nacional de Estadística y Geografía (INEGI)                                               | | | | |